# Afrosternophorus aethiopicus
Afrosternophorus aethiopicus är en spindeldjursart som först beskrevs av Beier 1967.  Afrosternophorus aethiopicus ingår i släktet Afrosternophorus och familjen Sternophoridae. Inga underarter finns listade i Catalogue of Life.